# Sandro Sirigu
Sandro Sirigu (Ulm, 7 oktober 1988) is een Italiaans-Duits voetballer die als centrale verdediger speelt. Hij verruilde in juli 2013 1. FC Heidenheim 1846 voor SV Darmstadt 98.
1 Schuhen ·
2 López ·
3 Bueno ·
4 Zimmermann ·
5 Maglica ·
7 Lidberg ·
8 Marseiler ·
9 Hornby ·
10 Boëtius ·
11 Kempe ·
13 Thiede ·
14 Dreskovic ·
15 Nürnberger ·
16 Müller ·
17 Klefisch ·
18 Förster ·
19 Lakenmacher ·
20 Vukotic ·
21 Papela ·
26 Bader ·
28 Will ·
29 Vilhelmsson ·
30 Brunst ·
32 Holland · 
34 Corredor ·
38 Riedel ·
44 Baier ·
47 El Idrissi ·
49 Arania ·
Coach: Kohfeldt